# Gliese 581 c
Gliese 581 c, ou GJ 581 c, est une planète extrasolaire (exoplanète) confirmée en orbite autour de l’étoile Gliese 581, une naine (classe de luminosité V) rouge (type spectral M) située à une distance d’environ 20,5 années-lumière du Soleil, dans la constellation zodiacale de la Balance.
Elle a été découverte le 4 avril 2007 par une équipe d'astronomes français, portugais et suisses dirigée par Michel Mayor. D'une masse au moins cinq fois et demie supérieure à celle de la Terre, elle serait d'un diamètre une fois et demie plus grand. Elle gravite dans la zone habitable de Gliese 581 et sa température moyenne pourrait être comprise entre 0 °C et 40 °C, ce qui autoriserait la présence d'eau à l'état liquide en surface. C'est, avec Gliese 581 g, l'exoplanète connue qui ressemble le plus à la Terre.
Gliese 581 c appartient à un système de six planètes, dont la première (Gliese 581 b) était connue antérieurement. Gliese 581 c a été découverte, comme ses consœurs, avec le spectrographe ultra-stable HARPS, installé au télescope de 3,6 m de l'Observatoire de La Silla (ESO), au Chili.

## Désignation
Gliese 581 c a été sélectionnée par l'Union astronomique internationale (IAU) pour la procédure NameExoWorlds, consultation publique préalable au choix de la désignation définitive de 305 exoplanètes découvertes avant le 31 décembre 2008 et réparties entre 260 systèmes planétaires hébergeant d'une à cinq planètes. La procédure, qui a débuté en juillet 2014, s'est achevée en août 2015, par l'annonce des résultats, lors d'une cérémonie publique, dans le cadre de la XIXe Assemblée générale de l'IAU qui s'est tenue à Honolulu (Hawaï).

## Description

### Caractéristiques physiques
Gliese 581 c était au moment de sa découverte l'exoplanète découverte qui se rapproche le plus de la Terre du point de vue des conditions supposées de surface, de température et de taille. Les premières estimations indiquaient que la température moyenne à la surface de cette planète serait comprise entre 0 °C et 40 °C, ce qui a laissé penser à la présence potentielle d'eau à l'état liquide à sa surface et donc une possible présence de vie extraterrestre. Ceci lui permettrait de potentiellement supporter la vie d'organismes semblables aux extrêmophiles terrestres,.
Néanmoins, ces valeurs théoriques de température de surface ont été estimées à partir de l'albédo théorique de la planète :
- si l'albédo de Bond de Gliese 581 c est comparable à celui de Vénus, qui est de 65 %, sa température d'équilibre devrait être en surface de l'ordre de 270 K, soit −3 °C
- s'il est comparable à celui de la Terre, qui est de 37 %, on obtient en revanche une température d'équilibre de 313 K, soit 40 °C.

Ces suppositions partent du postulat que la planète possède une atmosphère pour conditionner cette température et éviter des écarts très importants entre la nuit et le jour, comme on les observe sur la Lune par exemple.
Comme sur Terre, il est très probable qu'il y ait un effet de serre dans cette atmosphère, faisant croître sensiblement la température de surface (sur Terre, la température moyenne sans effet de serre passerait de +15 °C à −18 °C (288 à 255 K)).
Tout dépend bien sûr de la composition chimique de son atmosphère, mais il semble plus vraisemblable que la température moyenne à la surface de cette planète soit comprise entre 40 °C et 100 °C (selon l'intensité de cet effet de serre). En revanche, cela pourrait relancer l'hypothèse d'une vie extraterrestre, non pas sur Gliese 581 c mais sur sa voisine un peu plus éloignée de son étoile, la planète Gliese 581 d,,.
Sa température théorique (en fonction à nouveau de son albédo, calculée comme comprise entre ceux de Vénus et de la Terre) serait comprise entre 145 K et 168 K (−128 °C et −105 °C). Si l'on ajoute à cela une atmosphère et un effet de serre assez intense, il ne serait pas impossible que cette planète possède des températures de surface voisines de celle de la Terre. Selon Michel Mayor, membre de l'équipe qui l'a découverte, Gliese 581 c n'est pas de type Jupiter chaud, car elle est trop peu massive pour être constituée de gaz.
Les mesures de vitesse radiale qui ont permis la découverte des planètes de ce système, permettent également de mesurer leur masse minimale, étant donné que l'inclinaison du plan orbital par rapport à l'observateur reste inconnue à ce jour. L'article de la découverte indique que Gliese 581 c possèderait une masse d'au plus 5,03 fois celle de la Terre (en fait : 5,03 × sin³(i), où i est l'angle d'inclinaison du plan orbital de cette planète par rapport à notre ligne de visée). En supposant qu'il s'agit d'une planète tellurique, Gliese 581 c possède un rayon au moins une fois et demie plus grand que celui de la Terre. La gravité à la surface d'une telle planète serait approximativement 2,2 fois celle sur Terre. En revanche, si Gliese 581 c est une planète gelée (une planète avec un manteau de glace), son rayon serait deux fois plus important que celui de la Terre et la gravité à la surface y serait environ 1,25 fois supérieure. L'âge du système planétaire de Gliese 581 a été estimé à environ 4,3 milliards d'années.

### Caractéristiques orbitales

Les orbites du système planétaire de Gliese 581 : sur le schéma, Gliese 581 c est la troisième planète à partir de l'étoile.

Gliese 581 c possède une période orbitale (« année ») de 13 jours terrestres et son rayon orbital ne représente que 7 % de celui de la Terre, c'est-à-dire qu'il mesure seulement 11 millions de kilomètres, alors que la Terre est à 150 millions de kilomètres du Soleil.
Étant donné que son étoile est plus petite et plus froide que la nôtre (et donc moins lumineuse), cette distance place la planète dans la zone habitable de l'étoile Gliese 581. Une « zone habitable » est une région de l'espace où les conditions sont favorables à l'apparition ou au maintien de la vie.
Cette proximité signifie que cette étoile nous paraîtrait beaucoup plus grosse dans le ciel de cette planète que ne l'est le Soleil dans le ciel terrestre. Par rapport au Soleil, l'étoile apparaîtrait 3,75 fois plus large et 14 fois plus vaste, même si elle est plus petite. En effet, un rayon typique pour une étoile de type M0 de l'âge et de la métallicité de Gliese 581 est de 0,001 28 UA, par rapport à 0,004 65 UA pour le Soleil.
Gliese 581 c pourrait être en rotation synchrone avec son étoile. C'est un modèle couramment accepté parce qu'une « synchronisation par effet de marée » (tidal locking en anglais) serait provoquée par sa proximité avec son étoile. Par conséquent, on considère généralement que la planète a une face où il fait toujours jour et l'autre, toujours nuit. Même si elle n'était pas synchrone, la planète subirait des forces de marée violentes, vu que son excentricité orbitale est entre 0,10 et 0,22. Puisque les forces de marée sont plus fortes pour les planètes rapprochées de leur étoile, on s'attend à ce que les planètes excentriques aient une période de rotation plus courte que leur période de révolution, c'est-à-dire une pseudo-synchronisation. Un exemple connu est Mercure, qui est synchrone avec une résonance de 3:2, c'est-à-dire qu'elle complète trois rotations toutes les deux révolutions.
| Planète                                                                         | Masse (M⊕)   | Demi-grand axe (UA)   | Période orbitale (d) | Excentricité |
| ------------------------------------------------------------------------------- | ------------ | --------------------- | -------------------- | ------------ |
|                                                                                 |              |                       |                      |              |
| Gliese 581 e                                                                    | ≥ 1,7 ± 0,2  | 0,0284533 ± 0,0000023 | 3,14867 ± 0,00039    | Fixée à 0    |
| Gliese 581 b                                                                    | ≥ 15,6 ± 0,3 | 0,0406163 ± 0,0000013 | 5,36841 ± 0,00026    | Fixée à 0    |
| Gliese 581 c                                                                    | ≥ 5,6 ± 0,3  | 0,072993 ± 0,000022   | 12,9191 ± 0,0058     | Fixée à 0    |
| Gliese 581 g*                                                                   | ≥ 3,1 ± 0,4  | 0,14601 ± 0,00014     | 36,562 ± 0,052       | Fixée à 0    |
| Gliese 581 d*                                                                   | ≥ 5,6 ± 0,6  | 0,21847 ± 0,00028     | 66,87 ± 0,13         | Fixée à 0    |
| Gliese 581 f                                                                    | ≥ 7,0 ± 1,2  | 0,758 ± 0,015         | 433 ± 13             | Fixée à 0    |
|                                                                                 |              |                       |                      |              |
| * En juillet 2014, l'existence des planètes Gliese 581 d et g a été contestée,. |              |                       |                      |              |
| Système planétaire de Gliese 581.                                               |              |                       |                      |              |

### Caractéristiques climatiques
Du fait de son orbite très proche de son astre, la planète subirait de la part de celui-ci une force de marée 400 fois plus importante que celle que la Lune exerce sur la Terre. [réf. nécessaire]
| Distance à l'étoile             | Intensité du Flux lumineux (W/m2) | % de la moyenne terrestre |
| ------------------------------- | --------------------------------- | ------------------------- |
| Flux sur Terre à l'aphélie      | 1 321,544                         | 96,74                     |
| Flux moyen sur Terre            | 1 366,079                         | 100,00                    |
| Flux sur Terre au périhélie     | 1 412,903                         | 103,43                    |
| Flux sur Vénus à l'aphélie      | 2 585,411                         | 188,72                    |
| Flux moyen sur Vénus            | 2 620,693                         | 191,30                    |
| Flux sur Vénus au périhélie     | 2 656,700                         | 193,93                    |
| Flux sur Gl 581 c à l'apoapside | 3 619,829                         | 264,97                    |
| Flux moyen sur Gl 581 c         | 4 870,841                         | 356,56                    |
| Flux sur Gl 581 c au périapside | 6 903,119                         | 505,32                    |

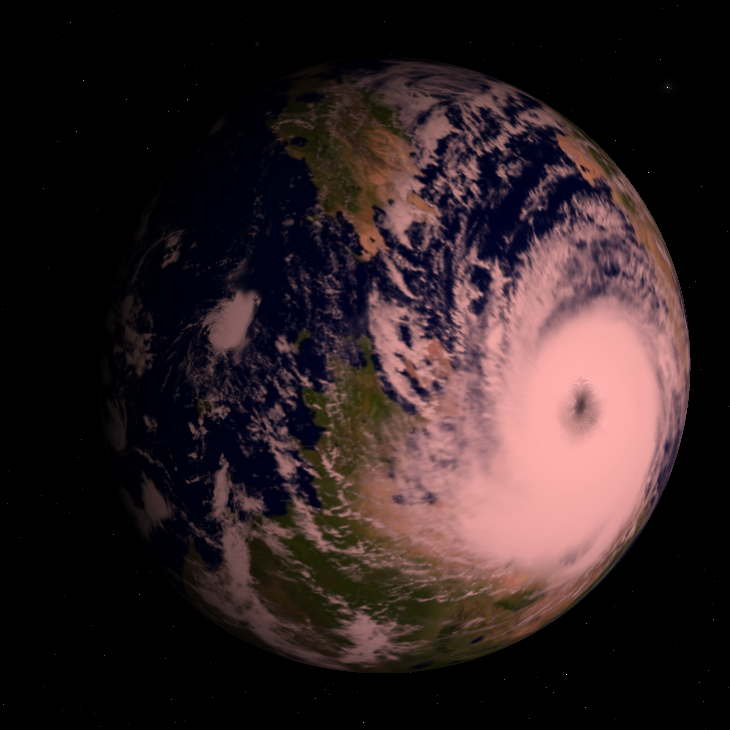
Vue d'artiste de Gliese 581 c.
Due à la rotation synchrone, un gigantesque cyclone s'est formé.

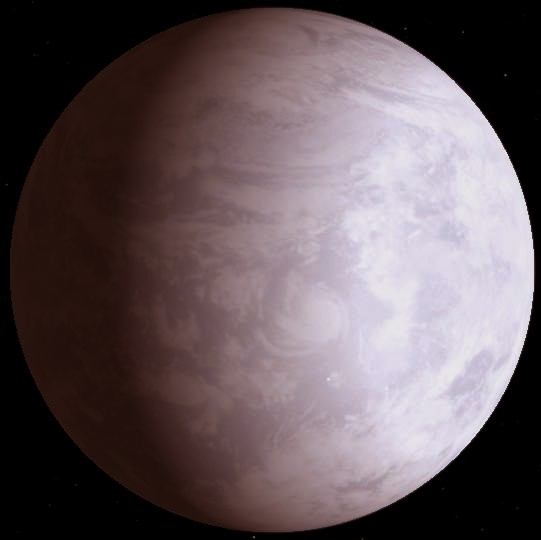
Vue d'artiste de Gliese 581 c,
selon l'hypothèse de la planète océan.

Gliese 581 c pourrait être en rotation synchrone avec son étoile. Pour un observateur situé près de l'étoile, la planète présenterait toujours la même face. Dans cette hypothèse, les différences de température entre la face continuellement éclairée et la face cachée seraient extrêmes. Malgré cela, une zone « charnière » entre la face éclairée et la face cachée pourrait bénéficier d'un climat plus modéré, propice à la vie. En outre, l'apparition de la vie pourrait être contrariée par la violence des éruptions solaires communes aux naines rouges, même si Gliese 581 semble « aussi calme que le Soleil », selon Xavier Delfosse, de l'université Joseph-Fourier à Grenoble,. Si l'on admet que la planète possède un océan sur la face ensoleillée, celui-ci chauffé en permanence formerait un cyclone permanent et de taille imposante, sur le modèle d'Aurélia, selon le documentaire de la Blue Wave Productions Ltd., en association avec des scientifiques anglais et américains.

## Distance et observation directe
L'étoile Gliese 581, à une vingtaine d'années-lumière de la Terre, est une étoile proche dite « dans le voisinage solaire ». Son type spectral, M2, indique que c'est une étoile peu massive et peu lumineuse. Ce type d'étoile est très prometteur pour la recherche d'exoplanètes de type terrestre puisqu'en étant peu massive, il est plus facile de détecter l'effet gravitationnel induit par la présence de planètes légères (voir Méthodes de détection des exoplanètes). De plus, la zone habitable de ces étoiles est très proche de l'étoile. Ces deux effets font qu'il est possible avec les instruments actuels de détecter des planètes de type terrestre.
L'observation directe de Gliese 581 c à la recherche de signes de vie sur cette planète est encore hors de portée des instruments actuels. Malgré cela, selon Xavier Delfosse, membre de l'équipe à l'origine de la découverte :

« En raison de sa température et de sa proximité relative, cette planète Gl 581 c sera probablement une cible très importante pour les futures missions dans l'espace consacrées à la recherche de vie extraterrestre. Sur la carte des trésors de l'Univers, on serait tenté de marquer cette planète avec un grand X,. »

Avec les technologies actuelles, il n'est pas envisageable d'y envoyer une sonde. En utilisant ce qu'on sait faire de mieux en matière de propulsion, il faudrait approximativement 43 000 ans pour atteindre Gliese 581 c et 20,5 ans pour retransmettre les premières données à la Terre,.

## Message de la Terre
Le 9 octobre 2008 à 6 h 0, un signal radio, intitulé A Message from Earth (Un message de la Terre), est émis en direction de l’étoile Gliese 581, à destination notamment de la planète Gliese 581 c. Le système Gliese 581 se trouvant à environ 20,5 années-lumière de la Terre, le signal n’arrivera à destination qu’au printemps 2029. Une éventuelle réponse n'attendrait pas la Terre avant l’automne 2049.
Le signal est une capsule temporelle contenant 501 messages sélectionnés par Bebo. Il a été émis par le radiotélescope d'Eupatoria de l’Agence spatiale nationale d'Ukraine.

## Culture

### Fiction
Dans le film de science-fiction américain Battleship (2012), les extraterrestres qui attaquent la Terre, après que les humains les ont contactés par satellite, viennent de cette planète.